# André Sol
Andreas Peter Cornelius (André) Sol, M.S.C. (Sloten, 19 oktober 1915 – Ambon, 26 maart 2016) was een Nederlands geestelijke en een bisschop van de Katholieke Kerk die werkzaam was in Indonesië.

## Levensloop
Sol werd geboren in de Sloterpolder, in het tuindersgebied ten westen van Amsterdam. Hij trad in bij de missionarissen van het Heilig Hart, bij wie hij op 10 augustus 1940 tot priester werd gewijd. In 1946 vertrok hij naar Nederlands-Indië, waar hij als missionaris werkzaam was op de Kei-eilanden.
Sol werd op 10 december 1963 benoemd tot bisschop-coadjutor van het bisdom Ambon en titulair bisschop van Regiana; zijn bisschopswijding vond plaats op 25 februari 1964. Als wapenspreuk koos hij Ut omnes unum sint (= Mogen allen een zijn), naar Johannes 17; 11. Toen Jacobus Grent op 15 januari 1965 met emeritaat ging, volgde Sol hem op als bisschop.
Sol ging zelf op 19 juni 1994 met emeritaat. Hij bleef daarna in Ambon wonen. In 2004 moest hij naar een ander deel van het eiland Ambon vluchten door het sectair geweld dat ontstond tussen moslims en christenen. Nadien vestigde hij zich weer in (de stad) Ambon.